# Geoff Shipton
Geoffrey Shipton (Sydney, 4 giugno 1941) è un ex nuotatore australiano.
Specializzato nello stile libero, ha vinto la medaglia d'argento alle Olimpiadi di Roma 1960 nella staffetta 4x100 m misti.
È stato primatista mondiale dei della staffetta 4x100 m sl.

## Palmarès
- Olimpiadi
  - Roma 1960: argento nella staffetta 4x100 m misti.